# گوراجوب قشلاق
گوراجوب قشلاق ، روستایی است از توابع بخش گهواره و در شهرستان دالاهو استان کرمانشاه ایران.

## جمعیت
این روستا در دهستان گورانی قرار داشته و بر اساس سرشماری سال ۱۳۸۵ جمعیت آن (۱۶خانوار) ۶۰نفر 
بوده است.